# Ciro Alves
Ciro, właśc. Ciro Henrique Alves Ferreira e Silva (ur. 18 kwietnia 1989 w Salgueiro) – piłkarz brazylijski, występujący na pozycji napastnika.

## Kariera klubowa
Karierę piłkarską Ciro rozpoczął w klubie Sport Recife w 2008. W lidze brazylijskiej zadebiutował 1 sierpnia 2008 w wygranym 3-1 meczu z Ipatingą. Ciro pojawił się na boisku w 63 min. a w 88 min. ustalił wynik meczu. Ze Sportem spadł do Serie B w 2009. Na arenie lokalnej dwukrotnie zdobył mistrzostwo stanu Pernambuco – Campeonato Pernambucano w 2009 i 2010.
W czerwcu 2011 został zawodnikiem Fluminense FC. W barwach Flu zadebiutował 18 czerwca 2011 w przegranym 0-1 meczu z EC Bahia. Mając problemy z wywalczeniem miejsca w podstawowym składzie Fluminense w styczniu 2012 został wypożyczony do EC Bahia. W Bahii zadebiutował 2 lutego 2012 w przegranym 3-4 z Itabuną. W meczu tym w 80 min. zdobył z rzutu karnego honorową bramkę dla Náutico. Z Bahią zdobył mistrzostwo stanu Pernambuco w 2012. Następnie grał w takich klubach jak: Athletico Paranaense, Figueirense FC, Luverdense EC, Jeju United FC, Remo i Joinville EC. W 2018 przeszedł do Chonburi FC.
| Sezon | Klub                 | Kraj             | Rozgrywki                     | Mecze | Bramki |
| ----- | -------------------- | ---------------- | ----------------------------- | ----- | ------ |
| 2008  | Sport Recife         | Brazylia         | Campeonato Brasileiro Série A | 9     | 4      |
| 2009  | Sport Recife         | Brazylia         | Campeonato Brasileiro Série A | 16    | 0      |
| 2010  | Sport Recife         | Brazylia         | Campeonato Brasileiro Série B | 32    | 16     |
| 2011  | Fluminense FC        | Brazylia         | Campeonato Brasileiro Série A | 14    | 2      |
| 2012  | EC Bahia             | Brazylia         | Campeonato Brasileiro Série A | 8     | 0      |
| 2013  | Athletico Paranaense | Brazylia         | Campeonato Brasileiro Série A | 4     | 0      |
| 2014  | Figueirense FC       | Brazylia         | Campeonato Brasileiro Série A | 0     | 0      |
| 2015  | Luverdense EC        | Brazylia         | Campeonato Brasileiro Série B | 9     | 3      |
| 2015  | Jeju United FC       | Korea Południowa | K-League                      | 7     | 0      |
| 2016  | Clube do Remo        | Brazylia         | Campeonato Brasileiro Série C | 11    | 0      |
| 2017  | Joinville EC         | Brazylia         | Campeonato Brasileiro Série C | 4     | 0      |
| 2018  | Chonburi FC          | Tajlandia        | Thai Premier League           |       |        |

## Kariera reprezentacyjna
W 2009 Ciro z reprezentacją Brazylii U-20 wywalczył wicemistrzostwo Świata U-20. Na turnieju rozgrywanym na stadionach Egiptu wystąpił w dwóch meczach z Kostaryką i Australią (bramka).